# Pequeños Gigantes
Little Giants (Pequeños gigantes en español) es una película de comedia familiar estadounidense de 1994 dirigida por Duwayne Dunham. La película está protagonizada por Rick Moranis y Ed O'Neill como Danny y Kevin O'Shea, dos hermanos que viven en un pequeño pueblo de Ohio y que entrenan equipos rivales de fútbol. Fue producida por Amblin Entertainment y distribuida por Warner Bros. bajo el sello Warner Bros. Family Entertainment.

## Trama

### Sinopsis
Danny O'Shea (Rick Moranis) es el entrenador del Pee-Wee Cowboys, un pequeño equipo de fútbol americano de Urbania (Ohio), su población. Su hermano Kevin (Ed O'Neill) siempre ha sido más popular, más fuerte y más guapo que él, además es un futbolista profesional que ha obtenido una gran popularidad durante su carrera. Ahora Kevin regresa a su pueblo con su familia para crear una liga juvenil.
Becky (Shawna Waldron), la hija de Danny, ha sido siempre la jugadora más destacada de su equipo, pero su tío Kevin la rechaza por ser una chica y la prohíbe competir en la liga.
Indignado por ello, Danny decide montar un equipo con todos aquellos muchachos que han sido rechazados por su hermano. De este modo podemos encontrar en el equipo a un chico obeso, a otro bastante patoso, o a otro que es incapaz de correr.
A pesar de haber una ventaja clara en el equipo de Kevin, Danny logrará que sus chicos le den una lección al engreído de su hermano.

## Reparto
- Rick Moranis como Danny O'Shea
- Justin Jon Ross como el joven Danny
- Ed O'Neill como Kevin O'Shea
- Travis Robertson como el joven Kevin
- Shawna Waldron como Becky "Icebox" O'Shea
- Susanna Thompson como Patty Floyd
- Janna Michaels como la joven Patty
- Devon Sawa como Junior Floyd
- Brian Haley como Mike Hammersmith
- Sam Horrigan como Spike Hammersmith
- Joe Bays como entrenador Harold Butz
- Austin Kottke como el joven Butz
- Frank Carl Fisher Jr. como Billy Patterson
- Mary Ellen Trainor como Karen O'Shea
- Courtney Peldon como Debbie O'Shea
- Alexa Vega como Priscilla O'Shea
- Danny Pritchett como Tad Simpson
- Todd Bosley como Jake Berman
- Mark Holton como Sr. Zolteck
- Mathew McCurley como Nubie
- Joey Simmirin como Sean Murphy

## Producción
La película se inspiró en un comercial del Super Bowl de McDonald's de 1992 desarrollado por Jim Ferguson y Bob Shallcross. Según The Baltimore Sun, después de ver el comercial, Steven Spielberg los contactó y les dijo: "Quiero que ese comercial se convierta en una película.

## Cultura popular
En un partido de fútbol americano de la NCAA de 2010, Michigan State derrotó a Notre Dame con un pase de touchdown de gol de campo falso en tiempo extra para terminar el juego. El entrenador en jefe Mark Dantonio dijo que la obra se llamaba "Pequeños Gigantes".
Los uniformes usados por los Cowboys en la película fueron los mismos que usaron los Dallas Cowboys durante la temporada de 1994 como parte del 75 aniversario de la NFL. De 2004 a 2007, las camisetas alternativas de los New York Giants eran rojas con números blancos, similares a las camisetas usadas por los Little Giants en la película.